# Toni Elías
Antonio Elías Justícia, ismertebb nevén Toni Elías (Manresa, Katalónia, 1983. március 26. –) spanyol motorversenyző.
Karrierjét 1999-ben kezdte, a nyolcadliteresek között. Három év után került fel a negyedliteres kategóriába, majd újabb három év után már a MotoGP-ben versenyezhetett.
Az újonnan létrejött kategória, a Moto2 első világbajnoka volt 2010-ben. Legutóbb a Superbike-világbajnokságon indult.

## Karrierje

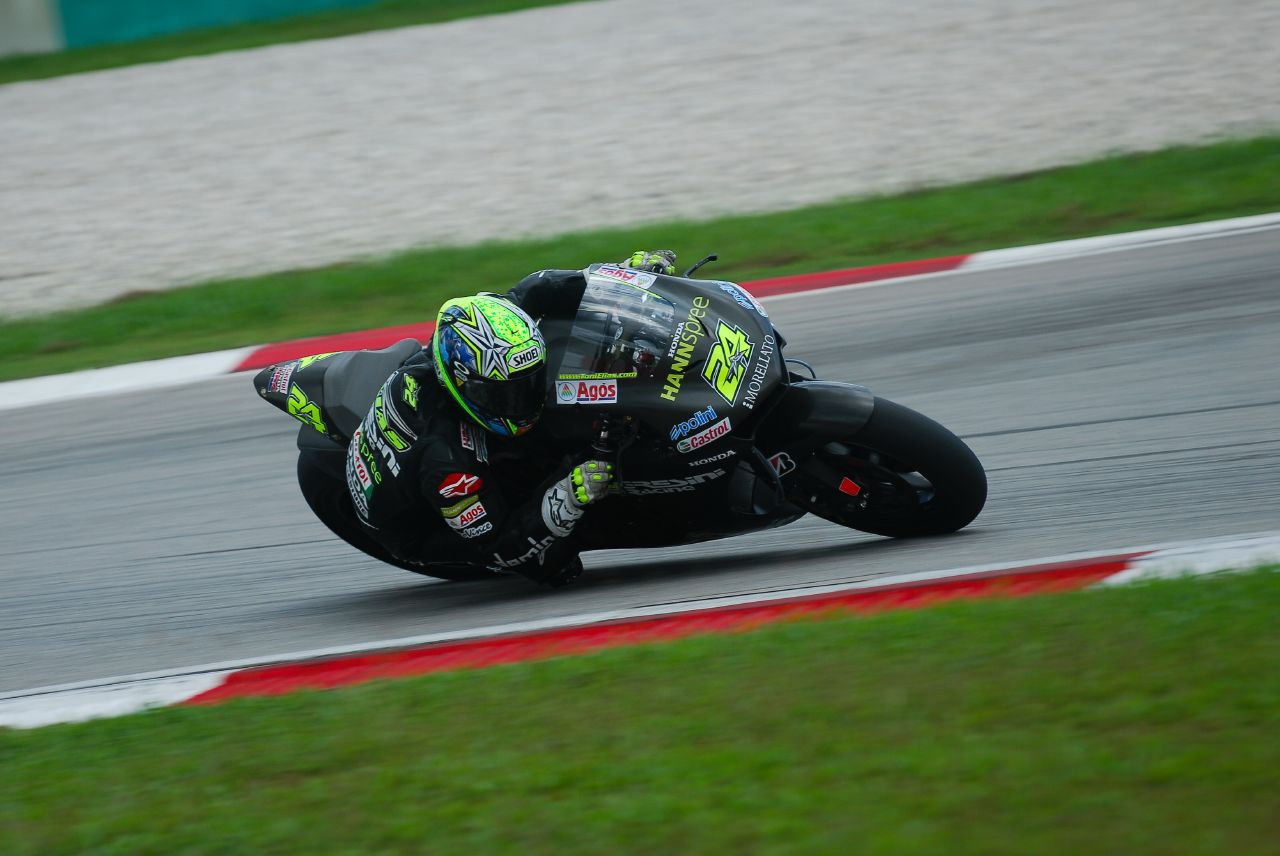
Elías egy 2007-es teszten

Elías a MotoGP 125 köbcentiméteres géposztályába 2000-ben, tizenhét évesen került, előtte 1999-ben már indult néhány versenyen szabadkártyásként. Már második teljes szezonjában, 2001-ben harmadik lett, ekkor megszerezte első győzelmét is. Ezt követően három évet töltött a negyedliteresek között, egy negyedik, egy harmadik, majd ismét egy negyedik helyet begyűjtve.
A MotoGP-be 2005-ben került fel, első csapata a Fortuna Yamaha volt. Ezt követően az akkor Marco Melandri nevével fémjelzett Gresini Racinghez szerződött. 2006-ban megszerezte első győzelmét, ez máig az utolsó olyan győzelem, amelyet nem gyári csapat pilótája aratott. 2007-ben további két alkalommal állhatott dobogóra.
2008-ban a Pramac Racingnél versenyzett, ekkor a relatíve gyenge Ducatival egyszer tudott dobogóra állni, az egész év alatt pedig kilencvenkét pontot szerzett.
2009-ben és 2010-ben ismét korábbi sikerei helyszínén, Fausto Gresini csapatánál versenyzett, utóbbi évben az újonnan létrejött Moto2-ben. Ennek ő lett az első világbajnoka.
2011-re ismét visszatért a királykategóriába, az LCR Racinghez. Itt nem alakultak túl jól az eredményei, sokszor még a pontszerző helyekért is harcolnia kellett. Végül tizenötödikként zárt hatvanegy ponttal. 2012 egy zaklatott szezon volt Elías számára. Az évet az Aspar Racing Team színeiben kezdte, és az első kilenc versenyen náluk is maradt. Három versenyt a királykategóriában is futott, amikor a Pramac Racing hívta őt Héctor Barberá helyettesítésére. Az évet mégis a Moto2-ben, az Italtransnál fejezte be. A középső kategóriában tizenhatodik, míg a MotoGP-ben két pontszerzéssel huszonnegyedik lett. 2013-ra az Avintia Racinghez igazolt. Itt sem jöttek az igazán jó eredmények, és tizenegy verseny után a két fél felbontotta a meglévő szerződést.
2013 második felében már a Superbike vb-n indult. Itt egy kieséstől eltekintve folyamatosan a legjobb tíz között zárt, és nyolc versenyen szerzett hetven pontjával tizenhatodik lett. 2014-re is maradt a sorozatban, ekkor már teljes szezonos versenyzőként. Igazán nagy előrelépés nem következett be, mert bár a vaskos pontszerzés legtöbbször összejött, sem győznie, sem dobogóra állnia nem sikerült. Első teljes Superbike-szezonjában végül az összetett kilencedik helyét szerezte meg.

## Statisztikái
A Motogp.com alapján.

### Évek szerint
| Szezon   | Géposztály | Motor          | Csapat                | Versenyek | Győzelem | Dobogó | Pole | LKör | Pont | Poz. |
| -------- | ---------- | -------------- | --------------------- | --------- | -------- | ------ | ---- | ---- | ---- | ---- |
| 1999     | 125 cm³    | Honda RS125    |                       | 3         | 0        | 0      | 0    | 0    | 2    | 33.  |
| 2000     | 125 cm³    | Honda RS125    |                       | 16        | 0        | 0      | 0    | 0    | 24   | 20.  |
| 2001     | 125 cm³    | Honda RS125    |                       | 16        | 2        | 9      | 4    | 1    | 217  | 3.   |
| 2002     | 250 cm³    | Aprilia RS250  |                       | 16        | 1        | 5      | 0    | 1    | 178  | 4.   |
| 2003     | 250 cm³    | Aprilia RS250  |                       | 16        | 5        | 7      | 5    | 4    | 226  | 3.   |
| 2004     | 250 cm³    | Honda RS250    |                       | 16        | 1        | 8      | 0    | 1    | 199  | 4.   |
| 2005     | MotoGP     | Yamaha YZR-M1  | Tech 3                | 14        | 0        | 0      | 0    | 0    | 74   | 12.  |
| 2006     | MotoGP     | Honda RC211V   | Gresini Racing        | 15        | 1        | 1      | 0    | 1    | 116  | 9.   |
| 2007     | MotoGP     | Honda RC212V   | Gresini Racing        | 15        | 0        | 2      | 0    | 2    | 104  | 12.  |
| 2008     | MotoGP     | Ducati GP8     | Pramac Racing         | 18        | 0        | 2      | 0    | 0    | 92   | 12.  |
| 2009     | MotoGP     | Honda RC212V   | Gresini Racing        | 17        | 0        | 1      | 0    | 0    | 115  | 7.   |
| 2010     | Moto2      | Moriwaki MD600 | Gresini Racing        | 17        | 7        | 8      | 3    | 2    | 271  | 1.   |
| 2011     | MotoGP     | Honda RC212V   | Team LCR              | 17        | 0        | 0      | 0    | 0    | 61   | 15.  |
| 2012     | Moto2      | Suter MMXII    | Aspar Racing Team     | 13        | 0        | 0      | 0    | 0    | 50   | 16.  |
| 2012     | Moto2      | Kalex Moto2    | Italtrans Racing Team | 13        | 0        | 0      | 0    | 0    | 50   | 16.  |
| 2012     | MotoGP     | Ducati GP12    | Pramac Racing         | 3         | 0        | 0      | 0    | 0    | 10   | 24.  |
| 2013     | Moto2      | Kalex Moto2    | Blusens Avintia       | 11        | 0        | 0      | 0    | 0    | 22   | 18.  |
| Összesen |            |                |                       | 223       | 17       | 43     | 12   | 12   | 1761 |      |

## Teljes MotoGP-eredménylistája
(Táblázat értelmezése)

(Félkövér: pole-pozícióból indult; dőlt: leggyorsabb kört futott) 

| Év   | Géposztály | Motor   | 1       | 2      | 3      | 4       | 5       | 6       | 7       | 8       | 9       | 10      | 11      | 12     | 13      | 14      | 15      | 16      | 17     | 18     | Poz. | Pont |
| ---- | ---------- | ------- | ------- | ------ | ------ | ------- | ------- | ------- | ------- | ------- | ------- | ------- | ------- | ------ | ------- | ------- | ------- | ------- | ------ | ------ | ---- | ---- |
| 1999 | 125 cm³    | Honda   | MAL     | JPN    | SPA 21 | FRA     | ITA     | CAT Ret | NED     | GBR     | GER     | CZE     | IMO     | VAL 14 | AUS     | RSA     | BRA     | ARG     |        |        | 33.  | 2    |
| 2000 | 125 cm³    | Honda   | RSA 23  | MAL 17 | JPN 17 | SPA 16  | FRA 17  | ITA 15  | CAT 8   | NED Ret | GBR 14  | GER Ret | CZE 14  | POR 17 | VAL 15  | BRA 14  | PAC 12  | AUS 12  |        |        | 20.  | 24   |
| 2001 | 125 cm³    | Honda   | JPN 16  | RSA 18 | SPA 13 | FRA 3   | ITA 4   | CAT 2   | NED 1   | GBR 2   | GER 2   | CZE 1   | POR 3   | VAL 2  | PAC Ret | AUS 3   | MAL 6   | BRA 4   |        |        | 3.   | 217  |
| 2002 | 250 cm³    | Aprilia | JPN 11  | RSA 16 | SPA 10 | FRA 6   | ITA 4   | CAT 10  | NED 2   | GBR 3   | GER 6   | CZE 3   | POR 13  | BRA 5  | PAC 1   | MAL 2   | AUS 5   | VAL 10  |        |        | 4.   | 178  |
| 2003 | 250 cm³    | Aprilia | JPN Ret | RSA 8  | SPA 1  | FRA 1   | ITA 6   | CAT 4   | NED 13  | GBR 4   | GER 7   | CZE 2   | POR 1   | BRA 18 | PAC 1   | MAL 1   | AUS 11  | VAL 2   |        |        | 3.   | 226  |
| 2004 | 250 cm³    | Honda   | RSA 8   | SPA 12 | FRA 3  | ITA 6   | CAT 3   | NED 3   | BRA 3   | GER 22  | GBR Ret | CZE 5   | POR 1   | JPN 2  | QAT 6   | MAL 3   | AUS 5   | VAL 2   |        |        | 4.   | 199  |
| 2005 | MotoGP     | Yamaha  | SPA 12  | POR 14 | CHN 14 | FRA 9   | ITA Inj | CAT Inj | NED Inj | USA 13  | GBR 9   | GER 12  | CZE 14  | JPN 9  | MAL 11  | QAT 8   | AUS 9   | TUR 6   | VAL 10 |        | 12.  | 74   |
| 2006 | MotoGP     | Honda   | SPA 4   | QAT 8  | TUR 5  | CHN 11  | FRA 9   | ITA 7   | CAT Ret | NED Inj | GBR Inj | GER 11  | USA 15  | CZE 11 | MAL Ret | AUS 9   | JPN 6   | POR 1   | VAL 6  |        | 9.   | 116  |
| 2007 | MotoGP     | Honda   | QAT 14  | SPA 4  | CHN 2  | TUR Ret | FRA Ret | ITA 6   | CAT Ret | GBR 12  | NED Inj | GER Inj | USA Inj | CZE 11 | SMR 7   | POR 8   | JPN 3   | AUS 15  | MAL 6  | VAL 10 | 12.  | 104  |
| 2008 | MotoGP     | Ducati  | QAT 14  | SPA 15 | POR 12 | CHN 8   | FRA 11  | ITA 12  | CAT DSQ | GBR 11  | NED 12  | GER 12  | USA 7   | CZE 2  | SMR 3   | IND 12  | JPN 12  | AUS 11  | MAL 15 | VAL 18 | 12.  | 92   |
| 2009 | MotoGP     | Honda   | QAT 9   | JPN 15 | SPA 9  | FRA 10  | ITA 14  | CAT 18  | NED 12  | USA 6   | GER 6   | GBR Ret | CZE 3   | IND 9  | SMR 6   | POR 6   | AUS 10  | MAL 7   | VAL 6  |        | 7.*  | 115* |
| 2010 | Moto2      | Yamaha  | QAT 4   | SPA 1  | FRA 1  | ITA 5   | GBR 10  | NED 2   | CAT 5   | GER 1   | CZE 1   | IND 1   | SMR 1   | ARA 4  | JPN 1   | MAL 4   | AUS 7   | POR Ret | VAL 30 |        | 1.   | 271  |
| 2011 | MotoGP     | Honda   | QAT Ret | SPA 9  | POR 11 | FRA 11  | CAT 13  | GBR 8   | NED 10  | ITA 15  | GER 16  | USA 13  | CZE 11  | IND 13 | RSM 15  | ARA Ret | JPN Ret | AUS 8   | MAL C  | VAL 10 | 15.  | 61   |
| 2012 | Moto2      | Suter   | QAT 13  | SPA 9  | POR 7  | FRA 11  | CAT Ret | GBR 12  | NED 9   | GER Ret | ITA Ret |         |         |        | RSM     | ARA     |         |         |        |        | 16.  | 50   |
| 2012 | Moto2      | Kalex   |         |        |        |         |         |         |         |         |         |         |         |        |         |         | JPN Ret | MAL 12  | AUS 12 | VAL 9  | 16.  | 50   |
| 2012 | MotoGP     | Ducati  |         |        |        |         |         |         |         |         |         | USA Ret | IND 11  | CZE 11 |         |         |         |         |        |        | 24.  | 10   |
| 2013 | Moto2      | Kalex   | QAT 15  | AME 9  | SPA 9  | FRA Ret | ITA 11  | CAT Ret | NED Ret | GER 20  | IND 17  | CZE 15  | GBR 15  | RSM    | ARA     | MAL     | AUS     | JPN     | VAL    |        | 18.  | 22   |

## Teljes Superbike-eredménylistája
| Év   | Motor   | 1       | 1     | 2     | 2     | 3     | 3       | 4     | 4     | 5     | 5     | 6     | 6     | 7     | 7     | 8       | 8      | 9     | 9     | 10    | 10     | 11      | 11      | 12    | 12    | 13      | 13    | 14    | 14    | Poz. | Pont |
| Év   | Motor   | V1      | V2    | V1    | V2    | V1    | V2      | V1    | V2    | V1    | V2    | V1    | V2    | V1    | V2    | V1      | V2     | V1    | V2    | V1    | V2     | V1      | V2      | V1    | V2    | V1      | V2    | V1    | V2    | Poz. | Pont |
| ---- | ------- | ------- | ----- | ----- | ----- | ----- | ------- | ----- | ----- | ----- | ----- | ----- | ----- | ----- | ----- | ------- | ------ | ----- | ----- | ----- | ------ | ------- | ------- | ----- | ----- | ------- | ----- | ----- | ----- | ---- | ---- |
| 2013 | Aprilia | AUS     | AUS   | SPA   | SPA   | NED   | NED     | ITA   | ITA   | GBR   | GBR   | POR   | POR   | ITA   | ITA   | RUS     | RUS    | GBR   | GBR   | GER   | GER    | TUR 6   | TUR 5   | USA 8 | USA 7 | FRA Ret | FRA 8 | SPA 5 | SPA 4 | 16.  | 70   |
| 2014 | Aprilia | AUS Ret | AUS 9 | SPA 7 | SPA 9 | NED 5 | NED Ret | ITA 9 | ITA 7 | GBR 9 | GBR 8 | MAL 5 | MAL 4 | SMR 6 | SMR 6 | POR Ret | POR 10 | USA 5 | USA 5 | SPA 8 | SPA 10 | FRA Ret | FRA Ret | QAT 6 | QAT 6 |         |       |       |       | 9.   | 171  |